# Charles A. Hill
Charles Augustus Hill, född 23 augusti 1833 i Truxton, New York, död 29 maj 1902 i Joliet, Illinois, var en amerikansk politiker (republikan). Han var ledamot av USA:s representanthus 1889–1891.
Hill efterträdde 1889 Ralph Plumb som kongressledamot och efterträddes 1891 av Lewis Steward.
Childs gravsattes på Oakwood Cemetery i Joliet i Illinois.